# Нарис з філософії
Наступний нарис надається як огляд і тематичний посібник з філософії:
Філософія — дисципліна, що вивчає найбільш загальні суттєві характеристики та фундаментальні принципи реальності й пізнання, буття людини, відносини людини і світу, про найзагальніші суттєві характеристики людського ставлення до природи, суспільства та духовного життя у всіх його основних проявах. Також під філософією розуміють форму людського мислення, теоретичну форму світогляду.
Слово «філософія» походить з дав.-гр. φιλοσοφία, що літерально означає: «любов до мудрості».

## Розділи філософії
Галузі філософії та їх підгалузі, які використовуються в сучасній філософії, є наступними:

### Естетика
Естетика — філософська наука, що вивчає природу (функції, загальні закони і закономірності) естетичної свідомості (діяльності людини і суспільства, буття), наука про прекрасне.
- Прикладна естетика[en] — застосування філософії естетики в мистецтві та культурі.

### Епістемологія
Епістемологія — це галузь філософії, що вивчає джерело, природу та достовірність знань.
- Соціальна епістемологія — дослідження соціальних аспектів знання.
- Формальна епістемологія — застосування формальних моделей вивчення знань.
- Метаепістемологія — вивчення основ самої епістемології.

### Етика
Етика — вивчення цінностей та моралі.
- Прикладна етика — філософський розгляд з моральної точки зору конкретних питань у приватному та суспільному житті, які є предметом морального засудження. Таким чином, це спроби використовувати філософські методи для визначення морально правильного способу дій у різних сферах людського життя
  - Біоетика — аналіз спірних етичних питань, що виникають у зв'язку із досягненнями у галузі медицини.
  - Екологічна етика — вивчає етичні питання, що стосуються нелюдського світу. Вона впливає на широкий спектр дисциплін, зокрема екологічне право, екологічну соціологію, екотеологію, екологічну економіку, екологію та екологічну географію.
  - Медична етика — вивчає етичні питання, що стосуються медицини та медичних досліджень
  - Професійна етика — етика підвищення професіоналізму
- Дескриптивна етика — вивчення уявлень людей про мораль
- Етика дискурсу — відкриття етичних принципів через вивчення мови
- Формальна етика — виявлення етичних принципів за допомогою застосування логіки
- Нормативна етика — вивчення етичних теорій, що описують, як люди повинні діяти
- Метаетика — галузь етики, яка прагне зрозуміти природу етичних властивостей, тверджень, установок та суджень

### Логіка
Логіка — систематичне вивчення форми достовірних висновків та міркувань.
- Класична логіка
  - Пропозиційна логіка
  - Логіка першого порядку
  - Логіка другого порядку
  - Логіка вищого порядку
- Некласична логіка
  - Описова логіка
  - Цифрова логіка
  - Нечітка логіка
  - Інтуїціоністська логіка
  - Багатозначна логіка
  - Модальна логіка
    - Алетична логіка
    - Деонтична логіка
    - Доксастична логіка
    - Епістемічна логіка
    - Темпоральна логіка

  - Параконсистентна логіка
  - Підструктурна логіка

### Метафізика
Метафізика — займається поясненням фундаментальної природи буття та світу.
- Космологія — дослідження природи та походження всесвіту.
- Онтологія — філософське дослідження природи буття, становлення, існування або реальності, а також основних категорій буття та їх відносин.
  - Метаонтологія — вивчення онтологічних основ самої онтології.
- Філософія простору і часу — галузь філософії, що займається питаннями онтології, епістемології та характеру простору та часу.

## Філософські традиції за регіонами
Регіональні варіанти філософії.

### Африканська філософія
- Африканська філософія
- Ефіопська філософія
- Убунту (філософія)

### Східна філософія
- Китайська філософія
- Індійська філософія
- Індонезійська філософія
- Іранська філософія
- Японська філософія
- Корейська філософія
- В'єтнамська філософія

### Західна філософія
- Американська філософія
- Австралійська філософія
- Британська філософія
  - Шотландська філософія
- Чеська філософія
- Голландська філософія
- Французька філософія
- Німецька філософія
- Італійська філософія
- Югославська філософія

## Історія філософії
Історія філософії у конкретних контекстах часу та простору.

### Хронологія філософії
- Філософія XI століття
- Філософія XII століття
- Філософія XIII століття
- Філософія XIV століття
- Філософія XV століття
- Філософія XVI століття
- Філософія XVII століття
- Філософія XVIII століття
- Філософія XIX століття
- Філософія XX століття
- Філософія XXI століття

### Антична та класична філософія
Філософії в період античної історії стародавнього світу.

#### Давньогрецька та давньоримська філософія
- Досократики
  - Мілетська школа
  - Піфагореїзм
  - Ефеська школа
  - Елейська школа
  - Плюралістична школа
  - Атомістика
  - Софісти
- Класична грецька філософія
  - Кініки
  - Киренаїки
  - Платонізм
  - Перипатетики
  - Мегарська школа
  - Еретрійська школа
- Елліністична філософія
  - Академічний скептицизм
  - Епікурейство
  - Неоплатонізм
  - Неопіфагореїзм
  - Пірронізм
  - Стоїцизм

#### Класична китайська філософія
- Сто шкіл
  - Конфуціанство
  - Легізм
  - Даосизм
  - Моїзм
  - Школа натуралістів
  - Школа імен
  - Школа дипломатії
  - Агрокультуралізм
  - Синкретизм
  - Янгізм

#### Класична індійська філософія
- Астіка і настіка
  - Самкх'я
  - Йоґа
  - Ньяя
  - Вайшешика
  - Міманса
  - Веданта
- Гетеродоксальні школи
  - Аджнана
  - Філософія джайну
  - Буддійська філософія
  - Адживіка
  - Локаята

### Середньовічна та посткласична філософія
Філософії у період посткласичної історії.

#### Християнська філософія
- Неоплатонізм і християнство
- Схоластика
- Томізм

#### Ісламська філософія
- Авіценізм
- Аверроїзм
- Ілюмінізм

#### Єврейська філософія
- Юдео-ісламська філософія

#### Посткласична китайська філософія
- Неоконфуціанство
- Сюань-сюе
- Дзен

### Сучасна та новітня філософія
Течії філософії в епоху модерну.

#### Філософія Відродження
- Ренесансний гуманізм
- Єврейська філософія епохи Відродження
- Макіавеллізм
- Неостоїцизм
- Рамізм
- Саламанкська школа

#### Рання сучасна філософія
- Емпіризм
- Раціоналізм
- Ідеалізм

#### Сучасна філософія
- Аналітична філософія
- Континентальна філософія
  - Екзистенціалізм
  - Феноменологія
- Сучасна азійська філософія
  - Буддійський модернізм
  - Нове конфуціанство
  - Маоїзм
  - Кіотоська школа
  - Неоіндуїзм
- Сучасна ісламська філософія
  - Трансцендентна теософія
- Прагматизм
- Традиціоналізм

## Філософська література
- Блеквелський компаньйон з філософії
- Історія західної філософії Бертрана Рассела
- Історія філософії Фредеріка Коплстона

### Довідкові праці
- Encyclopedia of Philosophy — одна з основних англійських енциклопедій із філософії. Друге видання за редакцією Дональда Борхерта було опубліковано у десяти томах у 2006 році компанією Thomson Gale. Томи 1-9 містять статті, розташовані в алфавітному порядку.
- Internet Encyclopedia of Philosophy — вільна онлайн-енциклопедія з філософських тем та філософів, заснована Джеймсом Фізером у 1995 році. В даний час головними редакторами є Джеймс Фізер (професор філософії Університету Теннессі в Мартіні) та Бредлі Дауден (професор філософії Каліфорнійського державного університету в Сакраменто). До штату також входять численні редактори напрямків, а також волонтери.
- Routledge Encyclopedia of Philosophy — енциклопедія філософії під редакцією Едварда Крейга, вперше опублікована видавництвом Routledge в 1998 (ISBN 978-0415073103). Спочатку вона була опублікована в 10 томах у друкованому вигляді та у вигляді CD-ROM, а в 2002 році стала доступною в Інтернеті за підпискою. Онлайнова версія регулярно оновлюється новими статтями та змінами у існуючих статтях. У ньому беруть участь 1300 авторів, які надали понад 2000 наукових статей.
- Стенфордська філософська енциклопедія — поєднує в собі онлайнову енциклопедію з філософії та рецензовану публікацію оригінальних статей з філософії у вільному доступі для користувачів інтернету. Кожна стаття написана та підтримується експертом у цій галузі, зокрема професорів з багатьох академічних інститутів у всьому світі.